# ジョーゼフ・P・オハラ
ジョーゼフ・パトリック・オハラ（英語: Joseph Patrick O'Hara、1895年1月23日 - 1975年3月4日）は、ミネソタ州選出のアメリカ合衆国下院議員である。

## 生涯
1895年1月23日、アイオワ州シーダー郡ティプトンにて出生。公立学校に通い、アイオワ州スピリット・レイクの高校を卒業した。第一次世界大戦中、将校予備隊の歩兵少尉に任じられたのち、需品科大尉に昇進し、1917年5月13日から1919年8月15日まで務めた。海外任務の際、予備隊での歩兵少佐として就役した。
また、ロンドンの法曹院に通い、1920年にインディアナ州サウス・ベンドのノーター・デイム大学法学部を卒業。1921年に弁護士資格を取得し、グレンコーにて実務を開始した。
オハラはマックロード郡の弁護士（1934年 - 1938年）をはじめ、様々な市町村及び学区の弁護士を務めた。
のち、共和党から下院議員選に出馬して当選し、第77議会から第85議会まで（1941年1月3日 - 1959年1月3日）在職した。
第86議会に際する1958年の選挙で落選したのち、居住するワシントンD.C.にて弁護士業を再開した。1975年3月4日、ベセスダにて死去。ワシントンD.C.のゲート・オヴ・ヘヴン墓地 (Gate of Heaven Cemetery) に埋葬されている。
| アメリカ合衆国下院      | アメリカ合衆国下院                                                 | アメリカ合衆国下院      |
| ----------------------- | ------------------------------------------------------------------ | ----------------------- |
| 先代 エルマー・ライアン | アメリカ合衆国下院議員 （ミネソタ州第2選挙区選出） 1941年 - 1959年 | 次代 アンカー・ネルセン |

- United States Congress. "ジョーゼフ・P・オハラ (id: O000056)". Biographical Directory of the United States Congress (英語).